# Морошка
Моро́шка (Rubus chamaemorus, L.) — вид багаторічних трав'янистих або напівкущових рослин родини розових із помаранчевими їстівними ягодами.

## Назва
Морошка приземкувата. Видове визначення chamaemorus складено з грецького слова χαμαί — «земля» і латинського moron — «плід тутового дерева», й тому означає «земляний (тобто розташований майже на землі) плід тутового дерева».
Щодо назви «морошка» існує дві версії: за однією, воно походить від «морозска» (цвіте на морозі — під час весняних заморозків), за іншою — від «мура» (так у старовину називали морошку карели).
«Морошка» є одночасно назвою рослини і її плодів.
У давнину називали «болотяний бурштин», «очі болотяного», «болотяний вартовий». На півночі поширена назва «царська ягода».
Народні назви: мохова смородина, глошіна, північний апельсин, арктична малина, вахлачка, глажевина, глажина, камениця, кумениця, куманика, мурошка.

## Опис
У висоту морошка сягає 30 см.

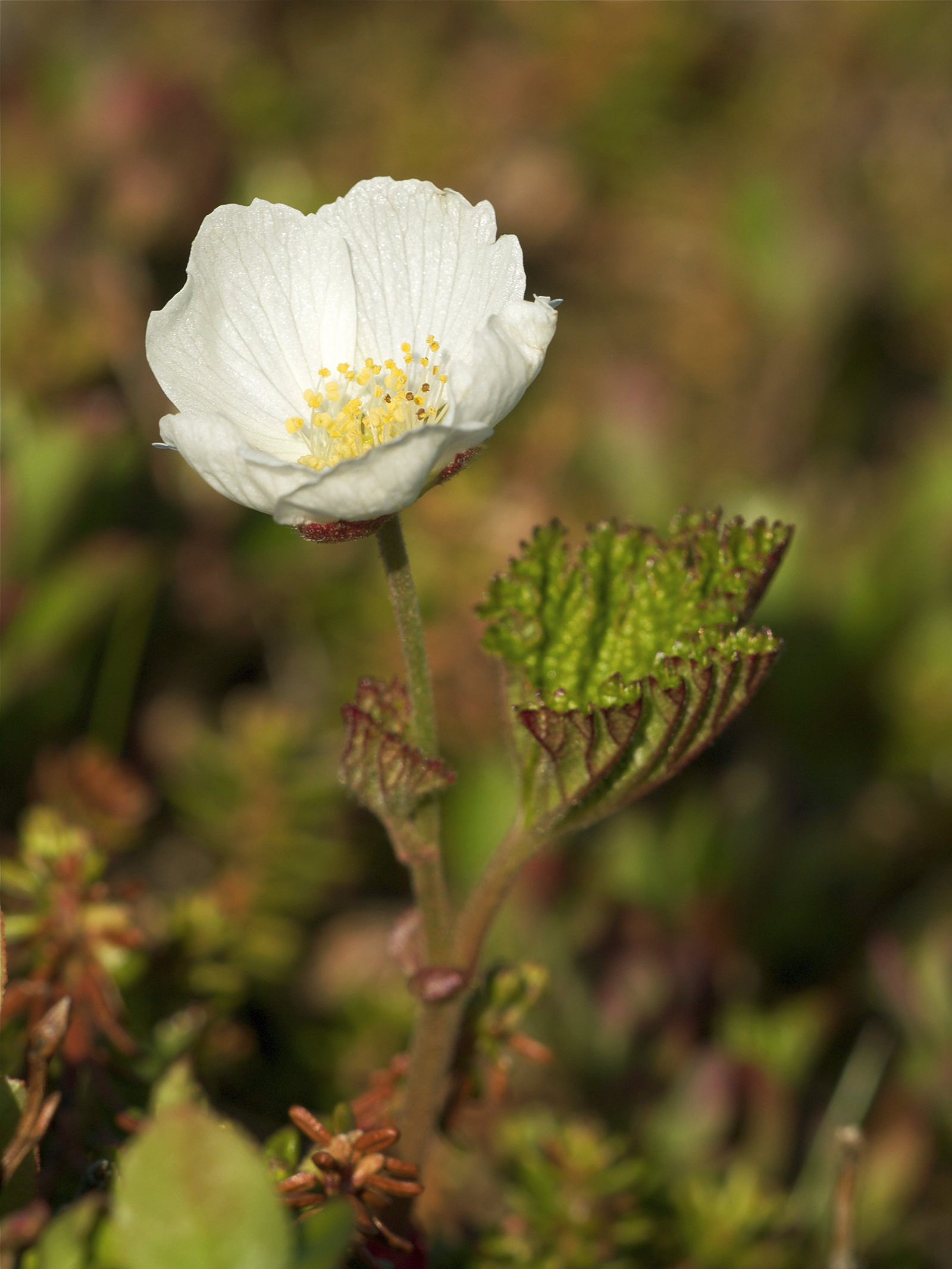
Квітка морошки

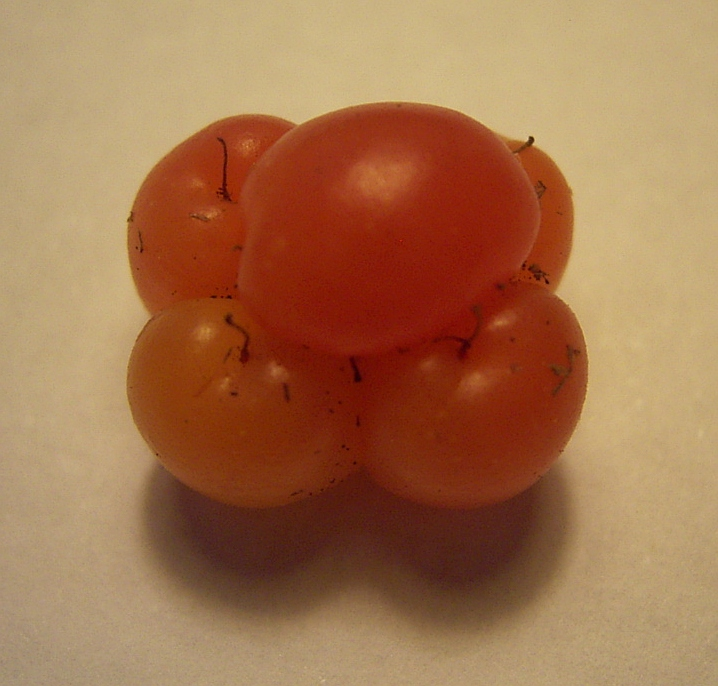
Ягода

Її стебла прямостійні і мають по 2—3 листочки. На вершині стебла розташовується одна квітка білого кольору.
Морошка є дводомною рослиною, тому маточкові і тичинкові квіти розташовуються на різних стеблах.
Жіночі квіти трохи менші, ніж чоловічі. Морошка — рослина багаторічна, зі стеблом, що розвивається щороку під час цвітіння. Листя зморшкувате, на дотик шорстке.
Квітка у морошки одинична, велика, біла, з п'ятьма пелюстками віночка і жорсткими крилами пелюсток чашки, які потім обрамляють ягоду і розкриваються горизонтально, коли вона дозріє.
Ягода морошки за своїм зовнішнім виглядом нагадує ягоду малини, але відрізняється від неї смаком і запахом. Незрілі ягоди мають червоний колір, який у міру їх дозрівання змінюється на бурштиново-помаранчевий.
Медова продуктивність квітучих заростей досягає 80—100 кг з 1 гектара. Мед прозорий і приємний на смак.
Збирають ягоду морошки в липні, поки вона червоно-жовта, вибірково, у міру дозрівання. Збір триває всього 10—14 днів, потім ягода перезріває і стає занадто м'якою для збору.
Чашолистки зриваються разом з ягодою, сушать і використовують разом з листям.

## Розповсюдження
Ягода не любить спекотної погоди, тому вона поширена тільки в тих регіонах, де середньодобова температура повітря влітку не підіймається вище 20 °C. Ареал охоплює скандинавські країни, середню і північну смугу Росії, Канаду, Англію, південну частину Гренландії. Трапляється морошка також у Білорусі, а також у північно-східних районах США.
Звична місцевість для морошки — болота та болотисті ліси, гори. У тундрі вона росте там, де переважають чагарники, а також мохи. Й, звичайно, в місцях, де її спеціально культивують селекціонери.

## Хімічний склад
Морошка містить у собі:
- цукор: 6 %;
- білки: 0,8 %;
- клітковина: 3,8 %;
- яблучна й лимонна кислоти: по 0,8 %;
- вітамін З: 30—200 мг;
- вітамін В: 0,02 мг;
- вітамін РР: 0,15 %.

Також у морошці міститься вітамін А, досить багато калію, заліза, фосфору, кобальту, дубильних і пектинових речовин, антоціанів, мінеральних речовин. Енергетична цінність — на 100 грамів 40 кілокалорій.

## Практичне використання

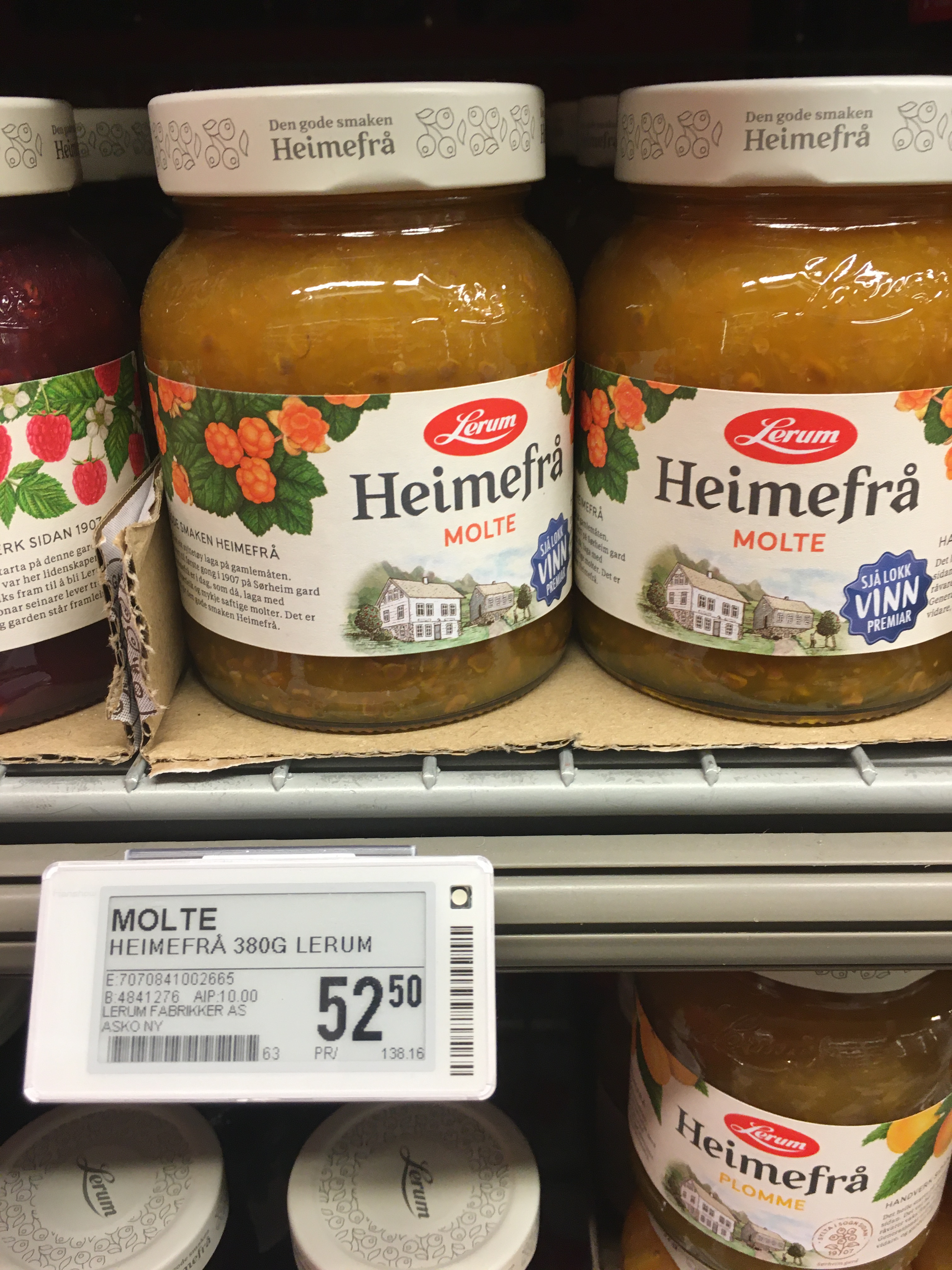
Варення з морошки в магазині Тронгейма (Норвегія)

Морошку вживають як у свіжому вигляді, так і приготовленою. Гарна і яскрава ягода слугує також прикрасою для страв.
Морошку можна зберігати замороженою або зваривши з неї варення чи сік. Цінна олія насіння морошки використовується у парфумерії.
У прохолодному місці ягода прекрасно зберігається в подрібненому стані у власному соку. У Фінляндії та Швеції випускається морошковий лікер, популярний серед іноземних туристів.

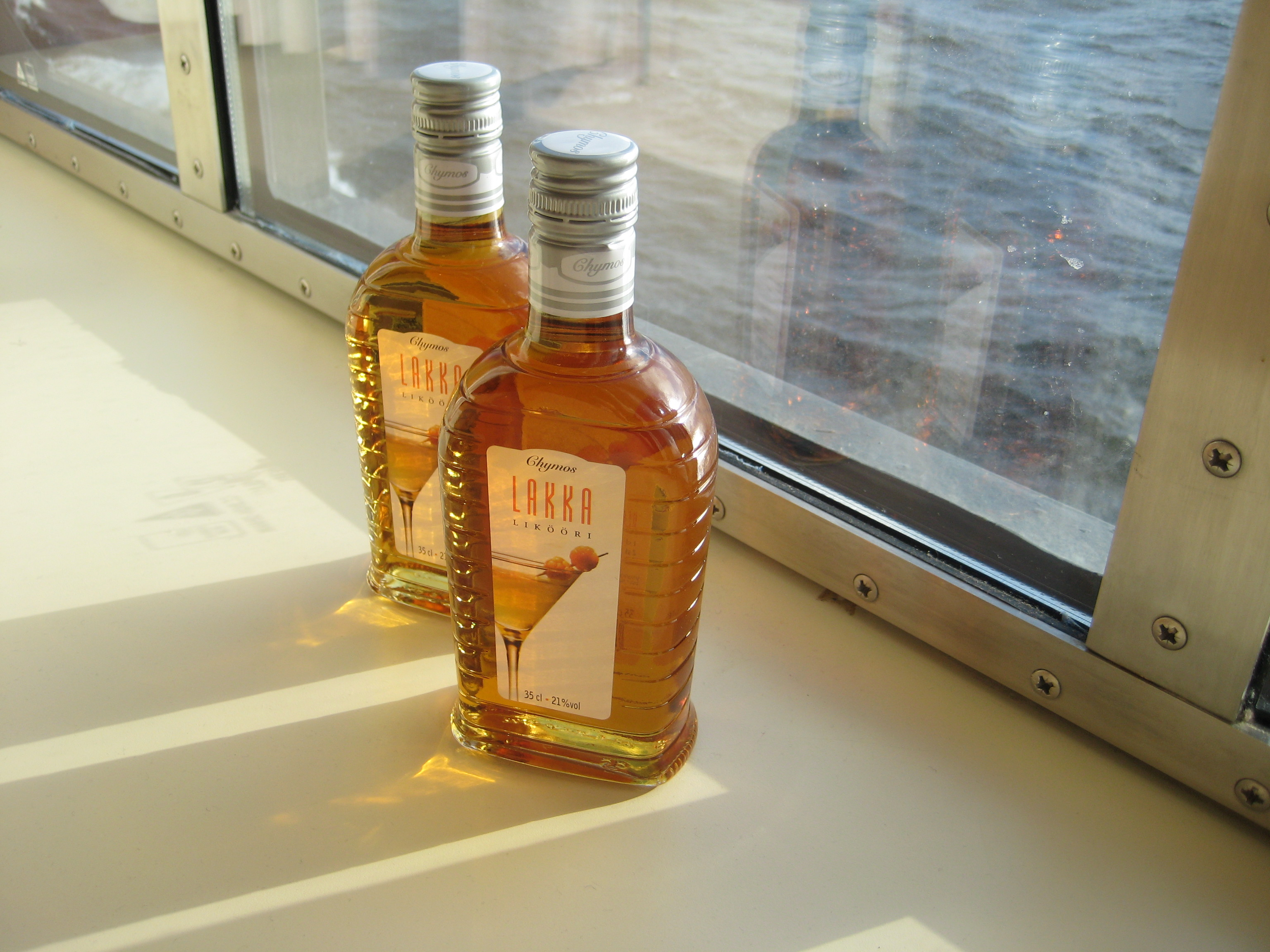
Морошковий лікер

## Медичне значення
Морошку з успіхом використовують у дієтичному і лікувальному харчуванні.[джерело?] Рекомендується включати в раціон тим, у кого авітаміноз, шлунково-кишкові та серцево-судинні захворювання. Солодка ягода також знайшла застосування як протизапальний засіб — вона покращує стан хворих на ангіну, грип та застуду. Крім того, морошка виручає при опіках і отруєннях (в тому числі важкими металами). Сік морошки застосовують зовнішньо у випадку корости, а зрілі плоди мають потогінну, сечогінну, протимікробну, в'яжучу та спазмолітичну дію. Вони зміцнюють імунну систему і підвищують згортання крові.
Листя морошки мають ранозагоювальну, кровоспинну, в'яжучу, сечогінну та протизапальну дію. Відвар з листя призначають при циститі, порушенні обміну речовин, подагрі та діареї. У тандемі з риб'ячим жиром свіже листя морошки усуває гнійні нариви.
Ягода морошка помічна майбутнім мамам, оскільки містить токофероли, необхідні для нормального перебігу вагітності та народження здорової дитини. Крім того, в ній є залізо, завдяки чому її використовують для лікування недокрів'я (анемії).
Ягода, завдяки своєму багатому складу, має застосування і в косметології — витяжки з неї входять в склади різних масок, кремів, шампунів, гелів і інших засобів, які особливо корисні у випадках проблемного волосся і чутливої сухої шкіри.
Морошка протипоказана хворим з виразкою шлунка і гастритами з підвищеною кислотністю. Ягоди слід обережно вживати людям, схильним до алергій.

## Цікаві факти
- Фінський дизайнер і архітектор Раймо Хейно створив для монетного двору своєї країни ескіз із зображенням морошки, за яким монета номіналом 2 євро й карбується з 1999 року.[1]

## Відображення у культурі

Герб Муураме

- Німецька драма Персі Адлона має назву «Ягода-морошка» (Salmonberries, 1991)
- Роман Сари Лідман називається «Країна морошки» (Hjortronlandet, 1955)
- Інокентій Анненський у вірші «Нерви» згадує морошку.
- У фінському місті Рануа відбувається щорічний фестиваль морошки.